# Терциани, Эудженио
Эудженио Терциани (итал. Eugenio Terziani; 30 июля 1824, Рим — 30 июня 1889, Рим) — итальянский композитор, дирижёр и музыкальный педагог. Сын Пьетро Терциани, отец Рафаэле Терциани.
Окончил Неаполитанскую консерваторию, ученик Саверио Меркаданте; учился также у Джузеппе Баини. С 1848 года капельмейстер римского театра «Аполло», в 1867—1871 гг. дирижёр миланского оперного театра Ла Скала. Затем вернулся в Рим и до конца жизни преподавал композицию и вокал в Лицее Святой Цецилии; среди его учеников Маттиа Баттистини, Уберто Бандини, Алессандро Коста. Помимо прочих лицейских обязанностей, в 1877—1888 гг. отвечал за реорганизацию библиотеки Академии Святой Цецилии.
Автор опер «Иоанна Неаполитанская» (итал. Giovanna di Napoli; 1844, на сюжет о королеве Иоанне), «Альфредо» (1852, на средневековый английский сюжет) и «Никколо де Лапи, или Осада Флоренции» (итал. Niccolò de' Lapi, ossia L'assedio di Firenze; 1883). Написал также реквием памяти короля Виктора Эммануила II (1878), ораторию «Падение Иерихона» (итал. La caduta di Gerico; 1844) и др.
Похоронен на кладбище Кампо Верано. Имя Терциани носит улица (итал. Via Eugenio Terziani) в Риме; на доме, где умер композитор, в 1927 году установлена мемориальная доска.
Брат — Густаво Терциани (1813—1837), композитор, автор оратории «Даниил» (1834) и другой церковной музыки; умер от холеры.